# Sinestèsia (recurs literari)
La sinestèsia és un recurs literari que consisteix a barrejar trets de diversos sentits del cos per crear un efecte més gràfic. Per exemple, la molt usada expressió "plorar amargament" és una sinestèsia, ja que barreja un fet que es percep amb la vista (plorar) amb un gust. Així, mescla de sensacions auditives, visuals, gustatives, olfactives i tàctils, associa elements procedents dels sentits físics amb sensacions internes (sentiments). Se la vincula amb l'enàl·lage i amb la metàfora, raó per la qual a voltes rep el nom de metàfora sinestèsica.
És un recurs usat sobretot en poesia i en les descripcions, era un dels favorits del modernisme, per la bellesa que aporta. Sovint la sinestèsia és un tipus de metàfora. Es basa en associacions cognitives, ja que determinades dades sensorials activen d'altres que no tindrien a veure en un principi amb el sentit triat.
Hi ha precedents de l'ús d'aquest trop ja en la literatura clàssica, com per exemple Virgili. A Espanya ja va ser utilitzada pels escriptors barrocs, però van ser els poetes francesos de finals del segle xix qui la posaren de moda a la lírica, especialment en el corrent denominat simbolisme, que a Espanya aparegué dins l'anomenat modernisme literari.
Així, per exemple, el poeta simbolista francès Arthur Rimbaud va crear un sonet dedicat a les vocals, adjudicant a cada una d'elles un color distintiu, i els poetes modernistes com Rubén Darío podien parlar de sonoro marfil o de dulces azules (gust + vista). En aquest cas, es tracta d'una sinestèsia de primer grau, ja que són impressions de dos sentits corporals diferents; si s'associa la impressió d'un sentit del cos no a una altra impressió d'un sentit diferent, sinó a una emoció, un objecte o una idea, es tracta ja d'una sinestèsia degradada o indirecta, també anomenada sinestèsia de segon grau, com per exemple, agra malenconia. Altres exemples:
- Hi ha un ferrer a la plaça, i sent de nou aquella olor rasposa i hidratada que fan els unglots dels cavalls.
- El temps giraria verd o roig, com endogalada angoixa. (Joan Perucho)
- De l'aigua sentia la música dolça (la música la sentiríem amb l'oïda i, si era dolça, amb el gust).